# دانيال سترونج غودفري
دانيال سترونج غودفري (بالإنجليزية: Daniel Strong Godfrey)‏ هو ملحن أمريكي، ولد في 20 نوفمبر 1949 في برين مار ‏ في الولايات المتحدة.

## وصلات خارجية
- دانيال سترونج غودفري على موقع ميوزك برينز (الإنجليزية)
- دانيال سترونج غودفري على موقع أول ميوزيك (الإنجليزية)
- دانيال سترونج غودفري على موقع ديسكوغز (الإنجليزية)